# Eulenbis
Eulenbis est une municipalité de la Verbandsgemeinde Weilerbach, dans l'arrondissement de Kaiserslautern, en Rhénanie-Palatinat, dans l'ouest de l'Allemagne.

## Références

Localisation d'Eulenbis dans la Verbandsgemeinde et dans l'arrondissement.